# Landesgericht für Zivilrechtssachen Wien

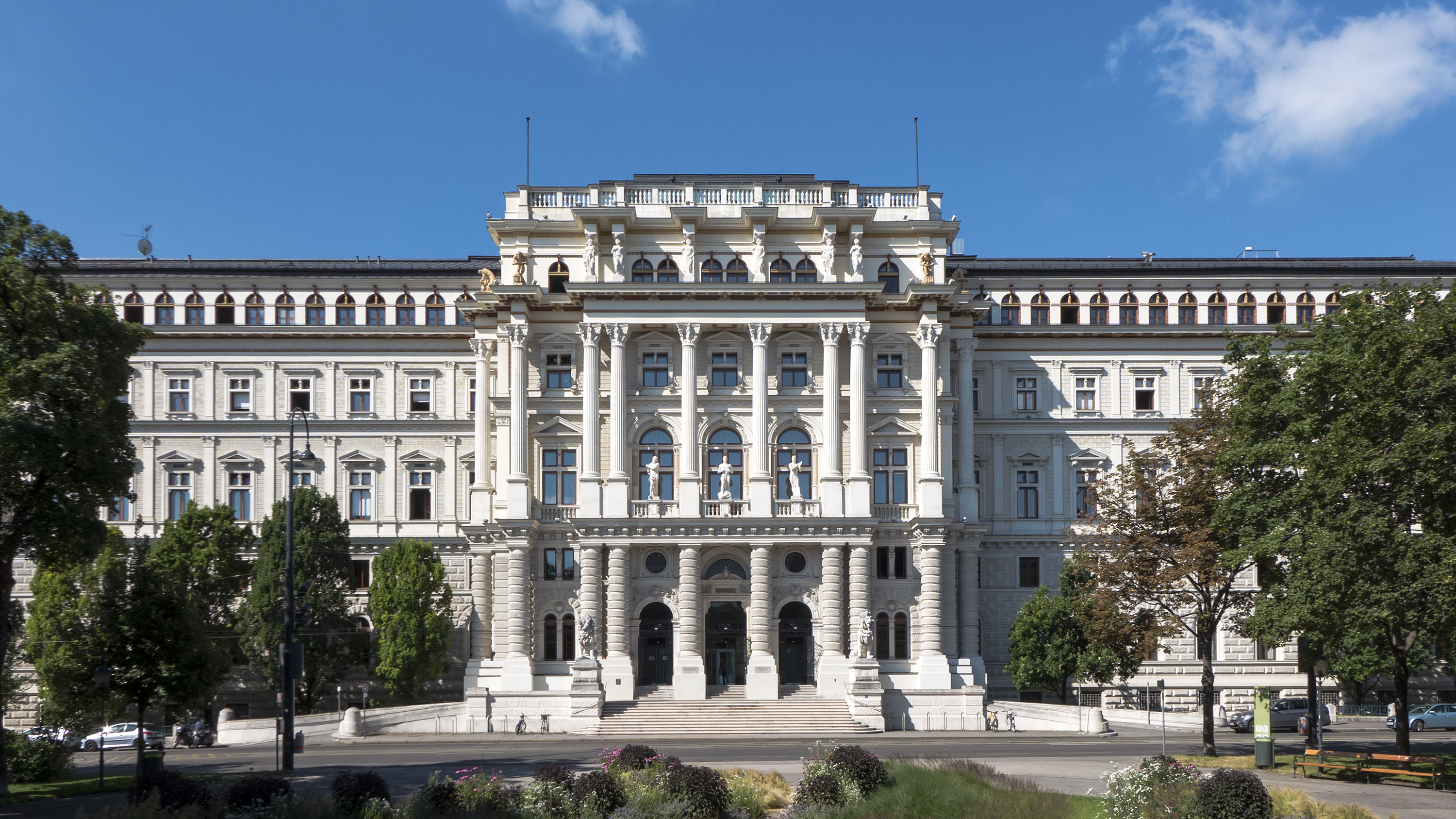
Der Justizpalast, Sitz u. a. des Landesgerichts für Zivilrechtssachen

Das Landesgericht für Zivilrechtssachen Wien ist ein österreichisches Gericht. Sitz des Gerichtes ist der Justizpalast in Wien. Präsidentin des Gerichtes ist seit 1. Juli 2021 Waltraud Berger.

## Geschichte
Das Landesgericht für Zivilrechtssachen wurde am 1. Jänner 1898 zu einem eigenständigen Gericht erklärt, jedoch wurden die Teile des Landesgerichts (Landesgericht in Strafsachen und Landesgericht in Zivilrechtssachen) zunächst weiterhin einheitlich geführt. Im Österreich in der Zeit des Nationalsozialismus wurde das Gericht 1939 aufgehoben und mit dem Landgericht Wien zusammengelegt. 1945 wurde es mit dem Gesetz zur Wiederherstellung der österreichischen Gerichtsorganisation (Gerichtsorganisationsgesetz 1945 – GOG 1945) wiederhergestellt.

## Zuständigkeit
Es ist als Eingangsgericht zuständig für Amtshaftungsfälle, Kraftloserklärungen, vor dem 1. Jänner 2005 angefallene Todeserklärungen und Enteignungsentschädigungen im Bundesland Wien. Weiterhin ist es erstinstanzlich zuständig für zivilrechtliche Rechtsstreitigkeiten mit einem Streitwert über 15.000 Euro. Ausgenommen sind hiervon Arbeits- und Sozialrechtssachen sowie Handelssachen. Nicht zuständig ist das Landesgericht Wien zusätzlich noch für die gesetzlich den Bezirksgerichten zugewiesenen Streitigkeiten, wie etwa familien- und bestandrechtliche Streitigkeiten. Zweitinstanzlich ist das Landesgericht in Zivilrechtssachen Wien zuständig für Rechtsmittel gegen Entscheidungen der Wiener Bezirksgerichte mit Ausnahme des Bezirksgerichtes für Handelssachen Wien in Zivilsachen. Bei Strafsachen ist das Landesgericht für Strafsachen Wien zweitinstanzlich zuständig, nicht das Landesgericht für Zivilrechtssachen.
Weiters werden hier Überbeglaubigungen nach dem Haager Beglaubigungsübereinkommen sowie Zwischenbeglaubigungen von Unterschriften für das Bundesland Wien vorgenommen.